# 11000-talet f.Kr. (millennium)

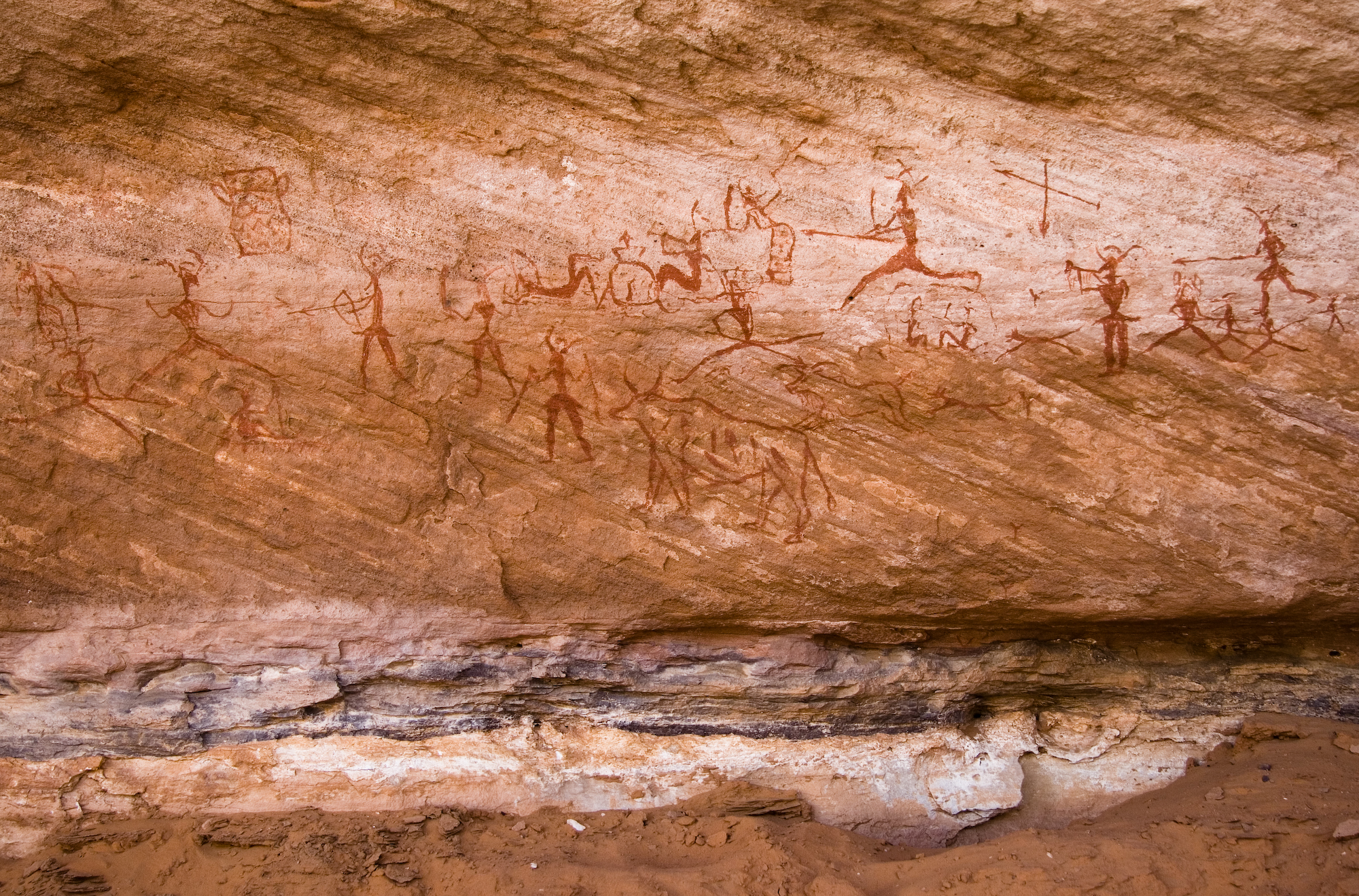
Grottmålningar i Libyen, de äldsta så gamla som från 11000-talet f.Kr.

11000-talet f.Kr. (elvatusentalet före Kristus) är det 12:e millenniet f.Kr. 

## Händelser
- 11000 f.Kr. - Människor lämnar kvarlevor i grottor vid Yucatánkusten.[1]

## Arkeologiska kulturer
- Ahrensburgkulturen uppstår och befolkar troligen delar av södra Sverige.
- Natufisk kultur uppstår i Levanten. Det är en av de första kulturerna med bofasta människor.

### Fotnoter
1. ↑  http://www.msnbc.msn.com/id/5955043/